# Victor Noir (collectif)
 (avril 2011).
Si vous disposez d'ouvrages ou d'articles de référence ou si vous connaissez des sites web de qualité traitant du thème abordé ici, merci de compléter l'article en donnant les références utiles à sa vérifiabilité et en les liant à la section « Notes et références ».
Pour les articles homonymes, voir Victor Noir (homonymie).
Victor Noir est le nom d'un collectif de journalistes d'investigation animé par Karl Laske et Laurent Valdiguié. Les journalistes de Victor Noir ont publié plusieurs ouvrages d'enquête depuis 2005.
En octobre 2005, Nicolas Sarkozy ou le destin de Brutus est publié aux éditions Denoël. Cet ouvrage est coécrit par les journalistes Karl Laske (Libération), Laurent Valdiguié (Le Parisien), Denis Demonpion (Le Point), Sonya Faure (Libération), Antoine Glaser (La Lettre du Continent), Renaud Lecadre (Libération).
En mars 2007, sort Putsch au PS, également aux éditions Denoël, avec la participation de Karl Laske (Libération), Linda Bendali (Canal +), Pierre Cattan (magazine Toc), Joseph Confavreux (France Culture), Sonya Faure (Libération), Thomas Lebègue (France 5), Jade Lindgaard (Les Inrocks et Mouvements), Emmanuelle Veil (Charlie Hebdo). 
Un troisième livre consacré au Canard enchaîné, Le vrai canard, édité chez Stock et coécrit par Karl Laske et Laurent Valdiguié, est paru en novembre 2008.